# Завьялов, Михаил Михайлович
Михаил Михайлович Завьялов (укр. Михайло Михайлович Зав'ялов; род. 1938) — советский и украинский боксёр и тренер по боксу, Заслуженный тренер УССР (1973) и СССР (1975).

## Биография
Михаил Завьялов родился 11 июня 1938 года в Омске в семье Михаила и Дины Завьяловых. Отец — Михаил Яковлевич был выходцем из рабочей семьи, в которой было семь детей, а мать — Дина была из мещан. Помимо Михаила, который был третьим ребёнком, в семье было ещё четверо детей — старшие брат Борис и сестра Алла, которые умерли до 1941 года, и младшие брат Александр и сестра Светлана, которые родились уже после начала Великой Отечественной войны.
Детство и юность Михаила прошли в коммунальной квартире. Учился в омской школе № 33. В молодости часто дрался, увлекался футболом и хоккеем. При этом хорошо учился в школе.
В 1961 году окончил Высшую школу тренеров при Омском институте физкультуры. Работал главным тренером Омского областного совета ДСО «Труд» (1960—1963). В Магадане продолжил свою карьеру тренера, будучи старшим сборной команды Магаданской области (1963—1966). Затем переехал на Украину.
В 1979 году окончил Кировоградский педагогический институт. На протяжении долгого времени тренировал сборную команду УССР по боксу. Принимал участие в подготовке многих чемпионов СССР, Европы и мира из числа боксеров Украины, в числе которых Анатолий Климанов, Владимир Харченко и Александр Гуров.
Михаил Михайлович входил в состав коллектива тренеров сборной СССР, в том числе участников Олимпийских игр 1980 года. Работал в Жданове (ныне Мариуполь). После распада Советского Союза был старшим тренером Украины по боксу. С 1992 года являлся президентом Национальной лиги профессионального бокса Украины.
Награждён украинским орденом «За заслуги» I (2020), II (2017) и III степени (2013).

## Книги
- Завьялов М. Бокс. От зала к рингу. Киев: "Саммит-книга". 2016. 380 с. - ISBN 978-617-7434-66-4